# Laguna Macasabe
La laguna Macasabe est un lac situé en Colombie, dans le département de Guainía, à la limite du département de Vichada.

## Géographie
La laguna Macasabe est située dans la municipalité d'Inírida, au nord de la ville, un peu en amont de la confluence du río Inírida avec le río Guaviare. De forme incurvée, elle est un bras mort du río Guaviare.